# Piper curtirachis
Piper curtirachis är en pepparväxtart som beskrevs av Burger. Piper curtirachis ingår i släktet Piper och familjen pepparväxter. Inga underarter finns listade i Catalogue of Life.